# كاميرا المجال القريب من الأشعة تحت الحمراء والمطياف متعدد الأجرام

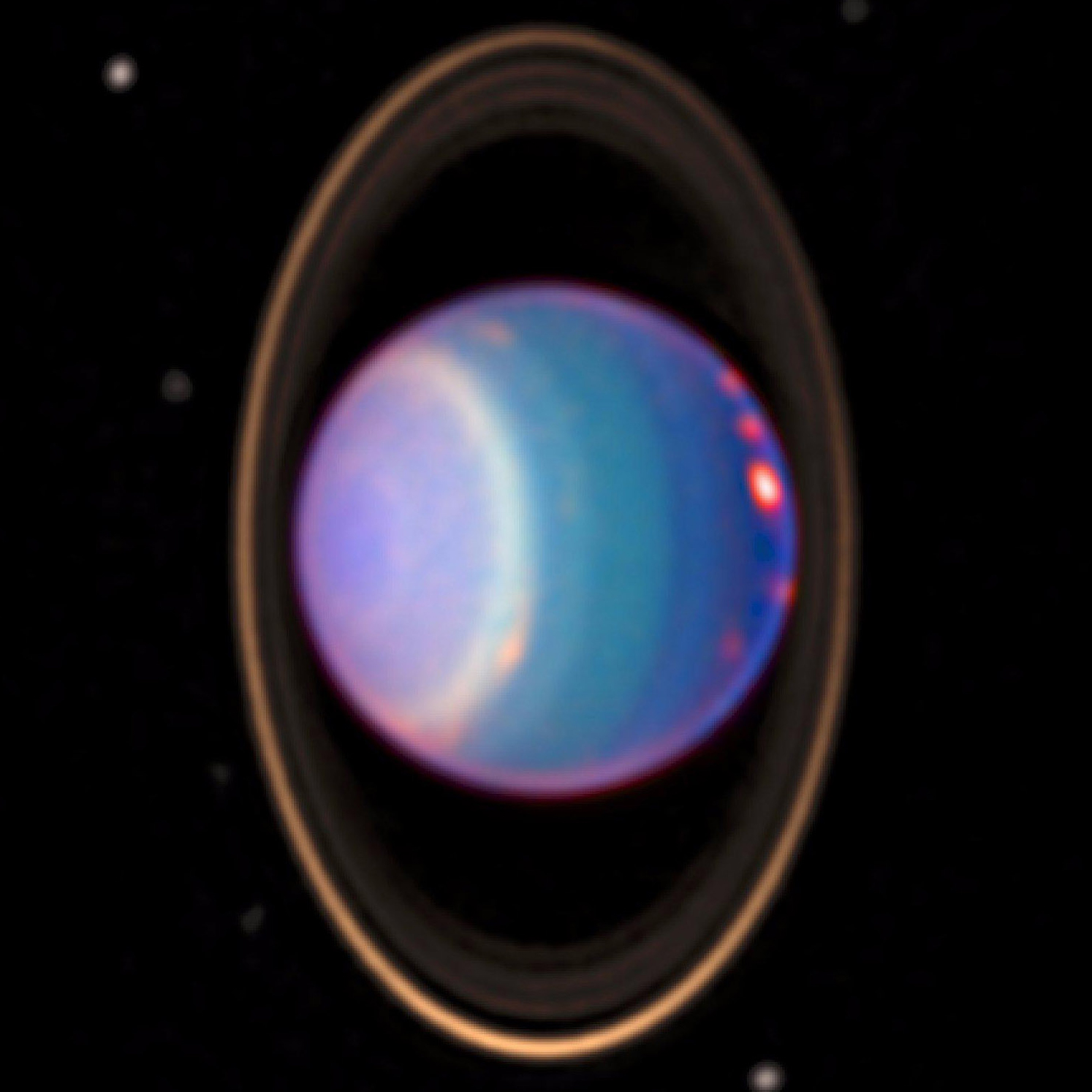
صورة زائفة الألوان من سنة 1998 ملتقطة بالأشعة القريبة من تحت الحمراء بواسطة مرصد هابل وتظهر حزم الغيوم وحلقات أورانوس والأقمار الطبيعية.

كاميرا المجال القريب من تحت الأحمر والمطياف متعدد الأجسام (بالإنجليزية: Near Infrared Camera and Multi-Object Spectrometer)‏ وتُختصر (NICMOS) هو جهاز قياس يُستخدم في علم فلك الأشعة تحت الحمراء القادمة من أجرام سماوية لتحليلها. يوجد هذا الجهاز في مرصد هابل الفضائي.
NICMOS هو جهاز تصوير ومقياس طيف تم إنشاؤه بواسطة شركة Ball Aerospace & Technologies Corp. والذي يسمح لـ HST بمراقبة ضوء الأشعة تحت الحمراء ، بأطوال موجية تتراوح بين 0.8 و 2.4 ميكرومتر ، مما يوفر إمكانات التصوير والطيف الضوئي غير الشقوق. يحتوي NICMOS على ثلاثة كاشفات للأشعة تحت الحمراء القريبة في ثلاث قنوات بصرية توفر دقة عالية (~ 0.1 ثانية قوسية) ، وتصوير تاجي وقطبي ، والتحليل الطيفي غير الشقي في مجالات عرض مربعة الشكل باتساع 11 و 19 و 52 ثانية قوسية. تحتوي كل قناة بصرية على مصفوفة ثنائية ضوئية 256 × 256 بكسل من كاشفات الأشعة تحت الحمراء.